# 1962년 FIFA 월드컵 예선
1962년 FIFA 월드컵 예선은 총 56개국이 참가를 신청하였는데, 16장의 본선 진출권 가운데 칠레가 개최국 자격으로 자동 진출하게 되었고, 브라질이 지난 대회 우승 팀 자격으로 자동 진출하여, 14장의 진출권을 놓고 예선을 치렀다.
1962년 FIFA 월드컵에 출전하게 될 14개의 티켓은 배분은 아래와 같이 이루어졌다.
- 유럽 (UEFA) : 9장 (30개 팀), 8장 (본선 직행) + 2장 (아시아, 아프리카와의 대륙간 플레이오프를 통해 결정함)
- 남아메리카 (CONMEBOL) : 5.5장 (7개 팀), 3장 (본선 직행) + 1장 (개최국 칠레) + 1장 (전년도 우승 팀 브라질) + 0.5장 (북중미와의 대륙간 플레이오프를 통해 결정함)
- 북아메리카 (CONCACAF) : 0.5장 (8개 팀, 남미와의 대륙간 플레이오프를 통해 결정함)
- 아프리카 (CAF) : 0.5장 (6개 팀, 유럽과의 대륙간 플레이오프를 통해 결정함)
- 아시아 (AFC) : 0.5장 (3개 팀, 유럽과의 대륙간 플레이오프를 통해 결정함)

## 지역 예선
- 유럽 (UEFA)

1조 - 스위스 본선 진출.
2조 - 불가리아 본선 진출.
3조 - 서독 본선 진출.
4조 - 헝가리 본선 진출.
5조 - 소련 본선 진출.
6조 - 잉글랜드 본선 진출.
7조 - 
1라운드 - 이스라엘 2라운드 진출.
2라운드 - 루마니아 기권. 이탈리아 자동으로 최종 예선 진출.
최종 예선 - 이탈리아 본선 진출.
8조 - 체코슬로바키아 본선 진출.
9조 - 스페인은 아프리카와의 대륙간 플레이오프 진출.
10조 - 유고슬라비아는 아시아와의 대륙간 플레이오프 진출.
- 남미 (CONMEBOL)

1조 - 아르헨티나 본선 진출.
2조 - 우루과이 본선 진출.
3조 - 콜롬비아 본선 진출.
파라과이는 북중미와의 대륙간 플레이오프 진출.
- 북중미카리브 (CONCACAF)

캐나다는 예선전이 시작되기 직전에 기권함.
1차 예선
1조 - 멕시코 최종 예선 진출.
2조 - 코스타리카 최종 예선 진출.
3조 - 네덜란드령 안틸레스 최종 예선 진출.
최종 예선
멕시코 본선 진출.
- 아프리카 (CAF)

1차 예선
1조 - 아랍 연합 공화국과 수단 기권.
2조 - 모로코 최종 예선 진출.
3조 - 가나 최종 예선 진출.
최종 예선
모로코는 유럽과의 대륙간 플레이오프 진출.
- 아시아 (AFC)

인도네시아 기권. 대한민국은 유럽과의 대륙간 플레이오프 진출.

## 대륙간 플레이오프
- 아프리카 - 유럽 플레이오프
  -  스페인이 합계 4 - 2로 본선 진출.

| 팀 1   | 합계 | 팀 2   | 1차전 | 2차전 |
| ------ | ---- | ------ | ----- | ----- |
| 모로코 | 2-4  | 스페인 | 0-1   | 2-3   |

- 유럽 - 아시아 플레이오프
  -  유고슬라비아가 합계 8 - 2로 본선 진출.

| 팀 1         | 합계 | 팀 2     | 1차전 | 2차전 |
| ------------ | ---- | -------- | ----- | ----- |
| 유고슬라비아 | 8-2  | 대한민국 | 5-1   | 3-1   |

- 북중미카리브 - 남미 플레이오프
  -  멕시코가 합계 1 - 0으로 본선 진출.

| 팀 1   | 합계 | 팀 2     | 1차전 | 2차전 |
| ------ | ---- | -------- | ----- | ----- |
| 멕시코 | 1-0  | 파라과이 | 1-0   | 0-0   |

## 본선 진출국
|  | 본선 진출                 |
|  | 탈락 (기권과 실격을 포함) |
|  | 불참                      |
|  | FIFA 비회원               |

| 팀             | 참가 자격                     | 본선 진출 확정일 | 통산 출전 횟수 | 마지막 진출 | 연속 진출 횟수 | 역대 최고 성적                     |
| -------------- | ----------------------------- | ---------------- | -------------- | ----------- | -------------- | ---------------------------------- |
| 칠레(H)        | 개최국                        | 1956년 6월 10일  | 3              | 1950        | 1              | 조별 리그 (1930, 1950)             |
| 브라질(C)      | 1958년 FIFA 월드컵 우승       | 1958년 6월 29일  | 7              | 1958        | 7              | 우승 (1958)                        |
| 아르헨티나     | 남미 예선 1조 1위             | 1960년 12월 17일 | 4              | 1958        | 2              | 준우승 (1930)                      |
| 콜롬비아       | 남미 예선 3조 1위             | 1961년 5월 7일   | 1              | 첫 출전     | 1              | 첫 출전                            |
| 우루과이       | 남미 예선 2조 1위             | 1961년 7월 30일  | 4              | 1954        | 1              | 우승 (1930, 1950)                  |
| 헝가리         | 유럽 예선 4조 1위             | 1961년 9월 10일  | 5              | 1958        | 3              | 준우승 (1938, 1954)                |
| 서독           | 유럽 예선 3조 1위             | 1961년 10월 17일 | 5              | 1958        | 3              | 우승 (1954)                        |
| 잉글랜드       | 유럽 예선 6조 1위             | 1961년 10월 25일 | 4              | 1958        | 4              | 8강 (1954)                         |
| 이탈리아       | 유럽 예선 7조 1위             | 1961년 11월 4일  | 5              | 1954        | 1              | 우승 (1934, 1938)                  |
| 멕시코         | 북중미-남미 플레이오프 승자   | 1961년 11월 5일  | 5              | 1958        | 4              | 조별 리그 (1930, 1950, 1954, 1958) |
| 소련           | 유럽 예선 5조 1위             | 1961년 11월 12일 | 2              | 1958        | 2              | 8강 (1958)                         |
| 불가리아       | 유럽 예선 2조 1위             | 1961년 11월 16일 | 1              | 첫 출전     | 1              | 첫 출전                            |
| 스위스         | 유럽 예선 1조 1위             | 1961년 11월 21일 | 5              | 1954        | 1              | 8강 (1934, 1938, 1954)             |
| 스페인         | 아프리카-유럽 플레이오프 승자 | 1961년 11월 23일 | 3              | 1950        | 1              | 4위 (1950)                         |
| 유고슬라비아   | 유럽-아시아 플레이오프 승자   | 1961년 11월 26일 | 5              | 1958        | 4              | 4위 (1930)                         |
| 체코슬로바키아 | 유럽 예선 8조 1위             | 1961년 11월 29일 | 5              | 1958        | 3              | 준우승 (1934)                      |

- (H) - 개최국으로서 자동 진출

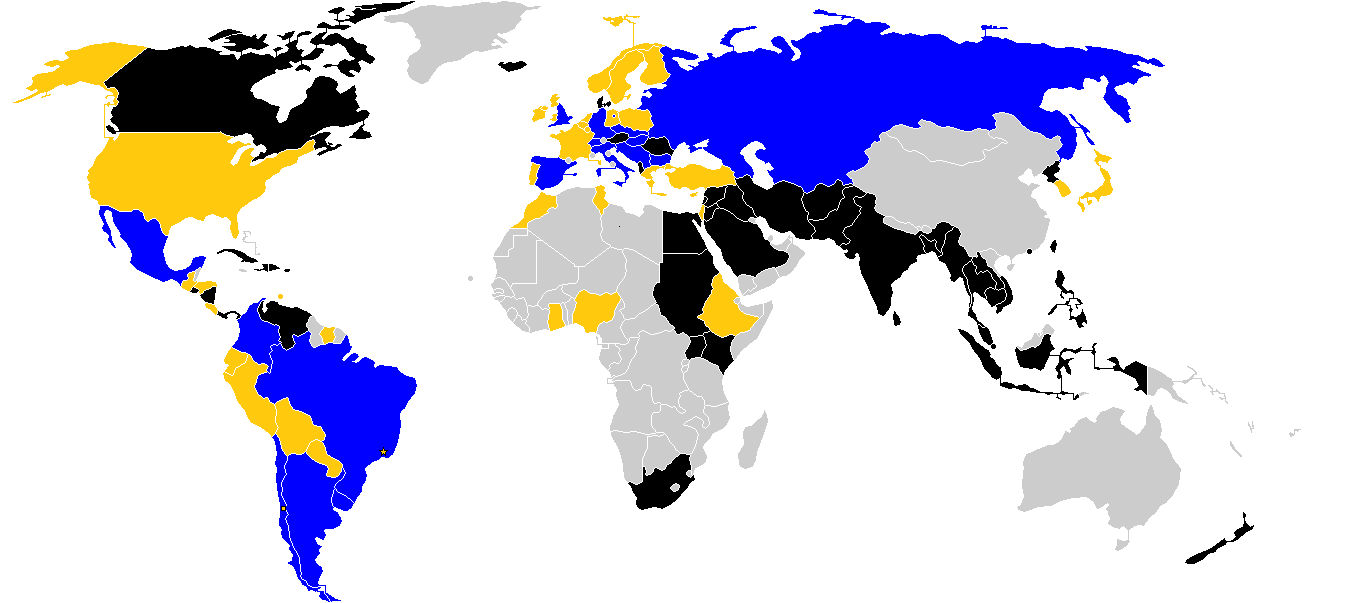
1962년 FIFA 월드컵 예선

- (C) - 1958년 FIFA 월드컵 우승 팀으로서 자동 진출